# ヴィッサリオン・ベリンスキー

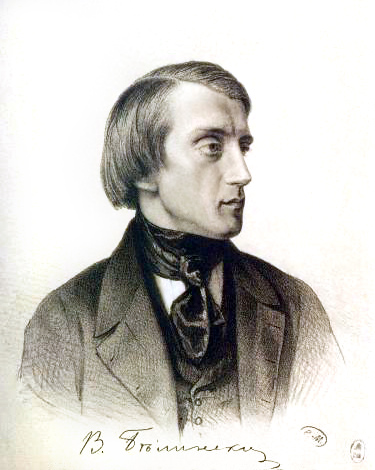

ヴィッサリオン・グリゴーリエヴィッチ・ベリンスキー（ロシア語: Виссарио́н Григо́рьевич Бели́нский；ラテン文字表記の例:Vissarion Grigorievich Belinskii、1811年6月11日 - 1848年6月7日）は、ロシアの文芸批評家。

## 生涯
現フィンランドのスヴェヤボルクに退役海軍軍医の子として生まれる。国費給付される学生としてモスクワ大学に在学中、農奴制を攻撃した戯曲『ドミトリー・カリーニン1831年』を書いて、〈能力が薄弱で不熱心〉という名目で放校される。『文学的空想 Литературные мечтания 1834年』によって批評活動をはじめ、スタンケーヴィチ、ゲルツェン、バクーニンなどと親交を結んだ。1839年から雑誌『祖国の記録』を中心にいろいろな雑誌に論文・時評・書評を書き続け、1846年に『祖国の記録』を辞し、ネクラーソフなどの雑誌『同時代人』に参加した。肺患が悪化したため、1847年にドイツに転地し、最後の論文『1847年のロシア文学の概観』を口述した後まもなく、サンクトペテルブルクで没する。

## 思想と影響
ロシア文学においてベリンスキーは、チェルヌイシェフスキー・ドブロリューボフにより継承発展させられ、ロシア・マルクス主義の〈社会主義リアリズム〉へと連なる文学観・芸術観の伝統を創設した人である。彼は純粋芸術を否定し、芸術は特殊な社会関係を背景とすると考え、この見地から18世紀以来のロシア作家・詩人を評価した。最初の国民詩人としてプーシキンの意義を確定し、それをついだレールモントフを高く評価し、〈現実生活の詩人〉としてゴーゴリを、またはゴンチャロフやコリツォーフ、ツルゲーネフ、『貧しき人々』を書いたドストエフスキーを発見し、熱烈に紹介した。
批評家としてのベリンスキーは、ヘーゲル哲学の影響を受けた、ドイツ・ロマン派の弟子として、「詩はそれを越える目的を持たない。それ自体が目的である」と言い、芸術の機能に関する〈教訓的・功利主義的〉見解をとらなかった。偉大な古典作品は、それが自立して自発的に生み出されたものならば、世界そのものの真の諸関係をあらわし、その読者の道徳・政治への見方を変化させることによって、あらゆる諸問題を解決するであろう、と考えていた。
政治的な著作を書かなかったが、ベリンスキーは専制と神権政治、ドグマ、同調主義に対して、生涯をかけて戦った。ゴーゴリが自らの使命に反してロシア正教・農奴制を擁護したことを責めた、ベリンスキー晩年の『ゴーゴリへの手紙』は、彼の情熱・真剣さ・不正への怒りが入り交じった文体の代表であろう。この志の高さと音調が1860年代のロシア左翼の著述家たちに長く続く影響を残し、プレハーノフやレーニンなどの社会主義者にロシア革命の先達として、ゲルツェンと並ぶ地位を与えられた。〈ロシアのレッシング〉という評価は、当たっていなくもない。

## 主著
- ロシアの中編小説とゴーゴリ氏の中編小説について　（1835年）
- 現代の英雄論　（1840年）
- アレクサンドル・プーシキンの作品　（1843年 － 1846年）
- ゴーゴリへの手紙　（1847年）